# Jabulani

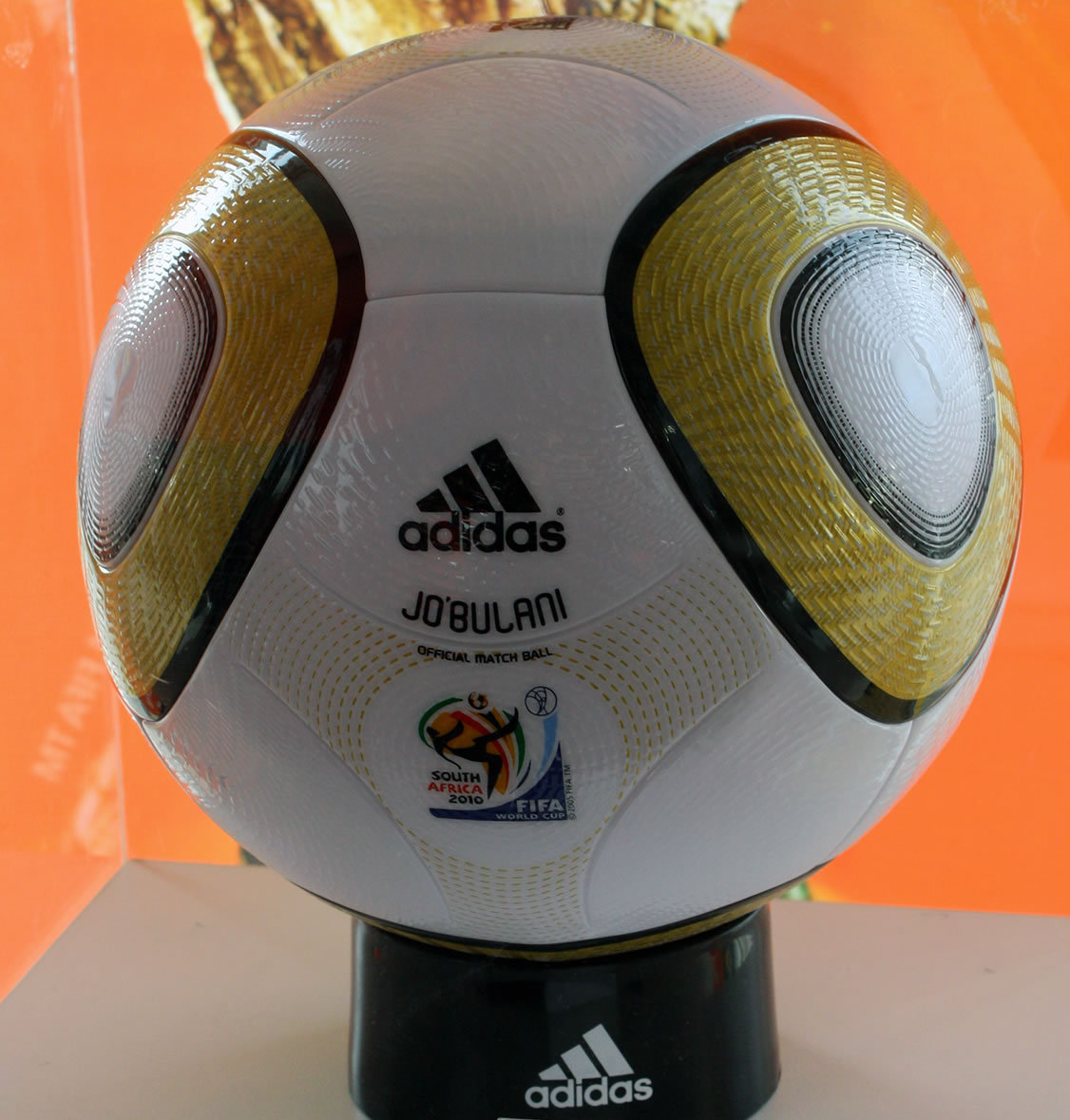
Jabulani als offizieller Spielball der Fußball-WM 2010

Jabulani ist der offizielle Name des Spielballs der Fußball-Weltmeisterschaft 2010 in Südafrika und weiterer Fußballwettbewerbe.

## Eigenschaften
Jabulani, der vom Sporthersteller adidas vertrieben wird, wurde in Großbritannien an der Loughborough University entwickelt und am 4. Dezember 2009 – anlässlich der Vorrundengruppen-Auslosung für die WM – in Kapstadt vorgestellt. Jabulani ist isiZulu und bedeutet übersetzt „sich freuen“ oder auch „übermittle Freude und Glück“. Für das Finale der Weltmeisterschaft in Südafrika wurde ein (wie erstmals 2006) eigens designter Ball mit goldener Farbe und der Bezeichnung Jo’bulani eingesetzt, für Spiele im Schnee könnte eine orangefarbene Version namens Jabulani Powerorange dienen.

„Unser Entwicklerteam hat mehr als drei Jahre lang an Jabulani gearbeitet. […] Seine Oberfläche setzt sich aus acht dreidimensional geformten Panels zusammen, die die Innenkarkasse umschließen. Im Unterschied zu früher werden die einzelnen Elemente nicht mehr vernäht, sondern thermisch verschweißt. Dadurch wird der Ball so rund wie nie zuvor. Rillen in der Oberfläche sorgen für eine optimale Aerodynamik.“

Die Materialien kommen aus China, Indien und Taiwan. Es sind thermoplastische Polyurethan-Elastomere (TPU), Ethylenvinylacetat (EVA) und Polyester, sowie Baumwollgewebe. Die Druckfarbe für das Design ist ein Latexgemisch. Für die Karkasse wird das Baumwollgewebe gedehnt und mit Latex laminiert, daraufhin werden die weißen EVA-Panels zugeschnitten und mit UV-Strahlung gehärtet. Der TPU-Film wird mit den 11 Farben in der Druckstraße flach mit einer Druckform als Bahn so bedruckt, dass nach der Formung das Bild unverzerrt ist. Die beiden Bahnen (TPU und EVA) werden aufeinander verklebt und in einen Hochfrequenzverfahren geformt. Es werden zwei Ballhälften aus jeweils vier Panels zusammengefügt und die Lochung für das Ventil zentriert. Dann werden Karkasse und Ballhälften mit Luftdruck fixiert und abgekühlt. Pro Tag wurden 1760 Bälle exklusiv in China produziert.
|                  | FIFA-Standard             | Jabulani                  |
| ---------------- | ------------------------- | ------------------------- |
| Umfang           | 68,5–69,5 cm              | 69,0 ± 0,2 cm             |
| Durchmesser      | 22 cm; Abweichung ≤ 1,5 % | 22 cm; Abweichung ≤ 1,0 % |
| Gewicht          | 420–445 g                 | 440 ± 0,2 g               |
| Wasserabsorption | ≤ 10 % Gewichtszunahme    | ≈ 0 % Gewichtszunahme     |
| Verformung       | ≤ 10 cm                   | ≤ 6 cm                    |
| Druckverlust     | ≤ 20 %                    | ≤ 10 %                    |

2008 erfolgte der Praxistest bei FC Bayern München, AC Mailand, Ajax Cape Town (einer Tochter von Ajax Amsterdam) sowie den Orlando Pirates aus Johannesburg. Der englische Nationalspieler Carragher äußerte Kritik daran, dass der Ball unter anderem in der deutschen Fußball-Bundesliga schon seit einiger Zeit eingesetzt werde und sie dadurch den Nachteil von weniger Spielpraxis mit dem Ball hätten.
Die elf Ballfarben symbolisieren zum einen die elf Akteure, aber auch die elf Amtssprachen Südafrikas.

## Kritik
Wie bereits der +Teamgeist 2006 erhielt der Jabulani – überwiegend von Torhütern – sehr viel Kritik.
Unter anderem kritisierten Júlio César, Giampaolo Pazzini, Claudio Bravo und Iker Casillas den Ball. Der italienische Torhüter Gianluigi Buffon äußerte sich enttäuscht darüber, dass ein solcher Ball bei einer Fußball-Weltmeisterschaft verwendet werde.
Jabulani erhält jedoch auch positive Kritik, darunter von Petr Čech, der ausdrückt, dass der Ball gut fangbar sei und sich außerdem gut in den Händen und beim Kicken des Balls anfühlt.
Während ältere Bälle schon bei ca. 48 km/h zu flattern beginnen, flattert der Ball ab einer Geschwindigkeit von 72 bis 80 km/h.

## Einsatz
Nach der erstmaligen Verwendung als Spielball bei der Weltmeisterschaft in Südafrika kam der Ball u. a. auch bei der U-20-Fußball-Weltmeisterschaft der Frauen 2010 und in der MLS-Saison 2011 zum Einsatz.